# Abdullah el Hag
Abdullah el Hag (født 16. april 1910 i Egypten, død 19. april 1984 i Göteborg) var egyptisk født, men begyndte som 23-årig at arbejde som artist ved omrejsende tivolier. Han har blandt andet været tilknyttet Cirkus Arena i en længere periode.

## Andre beskæftigelser og fremtrædender
Abdullah har også været tilknyttet tv gennem Janne "Loffe" Carlssons show Loffe på cirkus, hvor han også spillede stærk mand. 